# Kōichi Hashimoto
Kōichi Hashimoto (橋本 晃一 Hashimoto Kōichi), su verdadero nombre es Yōichi Mitsuhashi (三橋 洋一 Mitsuhashi Yōichi), nació el 12 de enero de 1953 en la prefectura de Chiba, Japón es un seiyū japonés. En la actualidad es agente libre, no unido a ninguna empresa la gestión del talento, a pesar de que en el pasado ha sido unido a Arts Vision, Aksent, Ken Production, y Art 7. Él es conocido por su inusual temblor y frío de voz. Entre sus trabajos es recordado como Hyōga de Cisne en Saint Seiya, Robert DeVice en Silent Möbius y Genzo Wakabayashi en Capitán Tsubasa.

## Filmografía

### Anime
- Aku Dai-Sakusen Srungle ... Klauzer's Husband (ep 13); Platoon Commander (ep 39); Victor (ep 19)
- Andes Shōnen Pepero no Bōken
- Aoki Densetsu Shoot! ... Naoshige Serizawa
- Aoki Ryusei SPT Layzner ... Bohn
- Aura Battler Dunbine ... Fay Chenka
- Beet the Vandel Buster ... Barasa (eps 51-52)
- Capitán Tsubasa ... Genzo Wakabayashi
- Cho Kosoku Galvion ... Muu
- Densetsu Kyojin Ideon ... Bento Marusu
- Gegege no Kitarō (TV 4/1996)
- Gegege no Kitarō (TV 5/2007) ... Mamoru Kataoka (ep 12)
- Ginga Nagareboshi Gin ... Wilson
- Highschool! Kimengumi ... Yaoki Nanakorobi
- Ippatsu Kanta-kun ... Hisashi
- Jump Out! Machine Hiryu ... Riki Kazama (ep -9)
- Katri, Girl of the Meadows ... Viljami
- Time Bokan
- Machine Robo: Revenge of Chronos ... Rod Drill; Rod Drill Robo
- Manga Sarutobi Sasuke ... Saizou Kirigakure
- Mobile Fighter G Gundam ... Wong Yunfat
- Muu no Hakugei
- Nanako SOS ... Marin
- One Piece ... Kurohadol / Kuro
- Rurouni Kenshin ... Kanekura (ep 14)
- Sailor Moon S ... Kakusui Yakushiji (ep 105)
- Saint Seiya ... Cygnus Hyouga
- Silent Möbius ... Robert De Vice
- Silent Möbius ... Robert DeVice (11 episodes)
- Super Bikkuriman ... Rokking
- Sue Cat ... Torao
- Warau Salesman
- Yoroshiku Mechadock ... Kazami Jun
- Yume Senshi Wingman ... Hiroki Watanabe/SeigiYellow

### OVA
- Baribari Densetsu
- Circuit no Ohkami II: Modena no Tsurugi ... Tohru Hayami
- Legend of the Galactic Heroes ... Günter Kißling
- Leina: Wolf Sword Legend ... Rod Drill
- Megazone 23 Part II ... Nakao
- Mobile Suit Gundam 0083: Stardust Memory ... Bicok
- Saint Seiya: The Hades Chapter-Sanctuary ... Cygnus Hyoga
- Shin Capitán Tsubasa ... Genzô Wakabayashi

### Películas de anime
- Las películas de Capitán Tsubasa ... Genzo Wakabayashi
- Case Closed: Countdown to Heaven ... Yoshiaki Hara
- Doraemon: Nobita at the Birth of Japan ... Group Member
- Doraemon: Nobita in Dorabian Nights ... Businessman B
- Gauche the Cellist ... Mr. A
- (The) Ideon: A Contact ... Bento Malus
- (The) Ideon: Be Invoked ... Bento Malus
- Kennosuke-sama ... Kennosuke's father
- Lupin III: The Fuma Conspiracy ... Fuma B
- Saint Seiya Gekijōban ... Cygnus Hyouga
- Saint Seiya Tenkai-hen ... Cygnus Hyoga
- Saint Seiya: Kamigami No Atsuki Tatakai ... Cygnus Hyouga
- Saint Seiya: Saishu Seisen No Senshi Tachi ... Cygnus Hyouga
- Saint Seiya: Shinku No Shonen Densetsu ... Cygnus Hyouga
- Shin Bikkuriman ... Head Rococo
- Silent Möbius 2 ... Robert de Vice
- (The) Super Dimension Century Orguss ... Sley
- Tabidachi - Ami Shusho ... Ryūji Kōno